# 桜井翼
桜井 翼（さくらい つばさ、12月27日 - ）は、日本の男性声優。広島県出身。

## 人物
以前は賢プロダクションに所属していた。
特技・趣味はケン玉4段、フットサル、ダーツ、釣り、歌。

## 出演作品

### テレビアニメ
2011年
- ちはやふる（父親、男子生徒）
- WORKING'!!（お客1）

2012年
- アマガミSS＋ plus（通行人）
- 貧乏神が!（山田栄治、石田隼人、内海奨伍、長谷川直哉、案山子、男A）
- メタルファイト ベイブレード ZEROG（ブレーダーA）

2013年
- ガンダムビルドファイターズ（男子生徒）
- 君のいる町（男子生徒、学生、町の人）
- ドキドキ!プリキュア（百田）

### 劇場アニメ
2011年
- 手塚治虫のブッダ -赤い砂漠よ!美しく-

2013年
- 映画 ドキドキ!プリキュア マナ結婚!!?未来につなぐ希望のドレス（百田）

### ドラマCD
- 神さまのいない日曜日

### 音声ドラマ
- セクシャル・ハンター・ライオット（陸曜一）

### 吹き替え
- カーズ2